# John Gregson
John Gregson (15 de marzo de 1919 – 8 de enero de 1975) fue un actor teatral, cinematográfico y televisivo de nacionalidad británica. 

## Biografía
Su verdadero nombre era Harold Thomas Gregson, y nació en Liverpool, Inglaterra, en el seno de una familia de origen irlandés. Se crio en Wavertree, Liverpool, estudiando en la escuela primaria Greenbank Road y en el St Francis Xavier's College. Dejó la escuela a los 16 años, trabajando primero para una compañía telefónica, y posteriormente para la Liverpool Corporation, como era entonces conocido el concejo municipal. En ese tiempo estuvo interesado en el teatro de aficionados, actuando al principio con el grupo de teatro local de la iglesia católica de St. Anthony, en el distrito de Mossley Hill, y después con el Liverpool Playgoers Club.
Cuando estalló la Segunda Guerra Mundial, Gregson fue llamado a filas y sirvió en la Royal Navy como marinero de dragaminas. Durante la contienda su embarcación fue torpedeada y hubo de ser rescatado del mar con una herida en la rodilla.
Tras ser desmovilizado en 1945, pasó un año con el Liverpool Playhouse, uniéndose después al Teatro Perth en Escocia. Aquí conoció a la que sería su esposa, la actriz Thea Gregory, de Nottingham, que en esa época utilizaba el nombre artístico de Thea Kronberg y que recientemente había actuado con la compañía de teatro de repertorio de Birmingham. En 1947 la pareja se trasladó a Londres, casándose allí. El matrimonio tuvo tres hijas y tres hijos. 
En su faceta de actor teatral, Gregson actuó en It's The Geography That Counts,  la última obra representada en el Teatro St James antes de su cierre en 1957.
El actor utilizó el nombre artístico de 'John Gregson' en 40 filmes rodados entre 1948 y 1971, así como en diferentes producciones televisivas en las cuales trabajó desde 1960 hasta el momento de su muerte. A menudo era elegido para interpretar a inspectores de policía o a miembros de la armada o del ejército, bien para comedias de los Estudios Ealing o para otras películas británicas. Una de sus primeras actuaciones tuvo lugar en el film Saraband for Dead Lovers, una película lacrimógena interpretada por Joan Greenwood y Stewart Granger.
Su papel de comedia más famoso fue el que hizo en la película escogida para la Royal Film Performance de 1953, Genevieve, en el cual actuaban Kenneth More, Dinah Sheridan y Kay Kendall. More era descrito como su "rival" en el cine británico de la época, aunque Gregson aparecía en un menor número de comedias y en más dramas. Él también intervino en SOS Pacific, junto a Pier Angeli y Eddie Constantine (1959) y en las comedias de Ealing Whisky Galore!, The Lavender Hill Mob, y The Titfield Thunderbolt. Entre sus dramas más conocidos figuran La batalla del Río de la Plata, Angels One Five y Above Us the Waves. Además, también actuó en The Treasure of Monte Cristo y en La isla del tesoro. 
Gregson también trabajó en televisión. En la obra de Ivor Brown emitida por la BBC William's Other Anne, encarnó a William Shakespeare en su relación con Anne Whateley. Mediada la década de 1960 su trabajo televisivo cobraba cada vez mayor importancia, y fue George Gideon en la serie Gideon's Way. Además participó en El Santo, con Roger Moore, y en una popular serie de comedia y aventuras protagonizada por Shirley MacLaine, Shirley's World. Otra de sus actividades televisivas fue sustituir a Kenneth More en los comerciales de café de la televisión británica.
John Gregson falleció súbitamente, a causa de un infarto agudo de miocardio, en Porlock Weir, Somerset, a los 55 años de edad, mientras disfrutaba de unas vacaciones. Su último papel televisivo había tenido lugar en el serial de Southern Television Dangerous Knowledge, el cual se emitió póstumamente en 1976. Fue enterrado en el Cementerio Green Way Burial Ground de Sunbury-On-Thames.

## Filmografía
| - London Belongs to Me (1948) (no acreditado) - Saraband for Dead Lovers (1948) (no acreditado) - Scott of the Antarctic (1948) - Whisky Galore! (1949) - Train of Events (1949) - La isla del tesoro (1950) - Cairo Road (La ruta de El Cairo) (1950) - The Lavender Hill Mob (Oro en barras) (1951) - Angels One Five (1952) - The Brave Don't Cry (1952) - Venetian Bird (Intriga en Venecia) (1952) - The Holly and the Ivy (1952) - The Titfield Thunderbolt (Los apuros de un pequeño tren) (1953) - Genevieve (1953) - The Weak and the Wicked (1954) - Conflict of Wings (1954) - The Crowded Day (1954) - To Dorothy a Son (Herencia contra reloj) (1954) - Three Cases of Murder (1955) - Value for Money (1955) - Above Us the Waves (1955) - Jacqueline (1956) | - La batalla del Río de la Plata (1956) - True as a Turtle (1957) - Miracle in Soho (1957) - Rooney (1958) - Sea of Sand (1958) - Flight from Treason (1959) - The Captain's Table (1959) - SOS Pacific (1959) - Hand in Hand (1960) - Faces in the Dark (1960) - The Frightened City (La ciudad bajo el terror) (1961) - The Treasure of Monte Cristo (1961) - El día más largo (1962) - Live Now - Pay Later (1962) - Tomorrow at Ten (1964) - Person Unknown (1967) (TV) - La noche de los generales (1967) - Hans Brinker (1969) (TV) - Fright (Acosadas por el pánico) (1971) - Speaking of Murder (1971) (TV) - Dangerous Knowledge (1976) (TV) |